# Джодо-Газа
Джодо-Газа (фр. Djodo-Gassa) — небольшой город и супрефектура в Чаде, расположенный на территории региона Восточное Майо-Кеби. Входит в состав департамента Каббия.

## Географическое положение
Город находится в юго-западной части Чада, на правом берегу сезонно пересыхающей реки Кароваль, на высоте 508 метров над уровнем моря.
Населённый пункт расположен на расстоянии приблизительно 287 километров к югу от столицы страны Нджамены.

## Население
По данным официальной переписи 2009 года численность населения Джодо-Газы составляла 60 893 человека (28 948 мужчин и 31 945 женщин). Население супрефектуры по возрастному диапазону распределилось следующим образом: 50,6 % — жители младше 15 лет, 44,5 % — между 15 и 59 годами и 4,9 % — в возрасте 60 лет и старше.

## Транспорт
Ближайший аэропорт расположен в городе Пала.